# Cantón de Mézin
El cantón de Mézin era una división administrativa francesa, que estaba situada en el departamento de Lot y Garona y la región de Aquitania.

## Composición
El cantón estaba formado por siete comunas:
- Lannes
- Mézin
- Poudenas
- Réaup-Lisse
- Sainte-Maure-de-Peyriac
- Saint-Pé-Saint-Simon
- Sos

## Supresión del cantón de Mézin
En aplicación del Decreto n.º 2014-257 de 26 de febrero de 2014, el cantón de Mézin fue suprimido el 22 de marzo de 2015 y sus 7 comunas pasaron a formar parte del nuevo cantón de L'Albret.